# Colombier (gâteau)
Pour les articles homonymes, voir Colombier.
Tradition marseillaise, le colombier est un gâteau proposé par les pâtissiers au moment de la Pentecôte : gâteau à base d’amandes et de melon, couvert de sucre, coloré généreusement, parfumé au kirsch et à l’intérieur y est cachée un sujet en forme de colombe. Ce gâteau souvent de forme ovale est orné d'une bande de pâte d'amandes sur laquelle est écrit : « qui la colombe aura dans l'année se mariera ».
Cette tradition typiquement marseillaise dont l'origine s'est perdue tombe un peu en désuétude[réf. nécessaire].

## Histoire
Le colombier aurait été créé au début des années 1900. À une époque où il n'y avait pas de système de réfrigération, les pâtissiers marseillais allant passer quelques jours dans leur cabanon, sur la corniche, « décidèrent de créer un gâteau facilement transportable n’ayant pas besoin d’être conservé au frais ». L'appellation vient du fait qu’un sujet en forme de colombe (représentant le Saint-Esprit) fut cachée dans la pâtisserie, l'adage « qui la colombe aura dans l'année se mariera »  faisant référence au mariage de Protis et Gyptis qui, selon la légende, fondèrent la ville de Marseille après que Gyptis ait départagé ses prétendants grâce à une colombe cachée dans un gâteau,,.
Le colombier est uniquement préparé pour Pentecôte célébrant ainsi la descente du Saint-Esprit. On le trouve à Marseille et les villages alentour, bien que rarement, mais également dans d’autres régions et villes de France. 